# Уэрва
Уэрва (исп. Río Huerva) — река в Испании, течёт в центральной части территории автономного сообщества Арагона. Является притоком Эбро. Площадь бассейна реки — 1062 км², что составляет 1,24 % площади бассейна Эбро (по другим данным — 1020 км²). Длина реки — 128 км.
Среднегодовой расход воды — 1,2 м³/с (37,79 гм³/год). В зимние (декабрь-январь) и летние (май-начало июля) периоды на реке возникают наводнения, связанные с интенсивными дождями. Во время одного из них, в 1921 году, расход воды достигал 660 м³/с.
На реке расположены водохранилища Лас-Торкас, сооружённое в 1948 году и имеющее объём 6,68 гм³ и площадь 77 га, и Месалоча (объём — 4 гм³, по другим данным — 3 гм³).

## Течение
Начинается из родника Фуэнте-де-ла-Силья неподалёку от Фонфрии в комарке Хилока. Протекая на северо-запад вблизи Лагеруэла и Вильядоса, она расширяется около Вильярреаль-де-Уэрва, где в неё впадает Арройо-де-Вильялпандо. Затем она течёт на северо-восток мимо Майнара, Серверуэла, Вистабелья-де-Уэрва, Тососа (бывший Альканьис-де-ла-Уэрва), Вильянуэва-де-Уэрва, Муэля, Куарте-де-Уэрва, Кадрете и Мария-де-Уэрва, впадая в Сарагосе в Эбро на высоте 187 метров над уровнем моря.
Основные притоки — Аладрен (лв), Вилярроя (лв, впадает у Майнара), Арройо-дель-Оркахо (лв, у Видьядос), Лансуэла (пр, у Бадулеса).

## Экология
Уэрва относительно слабо загрязнена в своём верхнем течении, поэтому в её водах встречаются исчезающие виды, такие как раки Austropotamobius pallipes и рыбы, такие как Barbus haasi, Rutilus arcasii и Chondrostoma toxostoma.